# ACS Chemical Biology
ACS Chemical Biology (abbreviato come ACS Chem. Biol.) è una rivista scientifica di chimica biologica peer-reviewed in lingua inglese pubblicata dal 2006 dalla American Chemical Society. È attualmente indicizzata in CAS, MEDLINE/PubMed e Web of Science.
Nel 2015 il suo fattore di impatto era di 5,090.
ACS Chemical Biology ha pubblicato le prime strutture chimiche interattive tridimensionali di figure presenti nella rivista stampata. Queste strutture possono essere visualizzate in un browser Web per mezzo di Jmol, un visualizzatore open-source che permette di visualizzare le strutture molecolari in 3D.

## Interattività
In aggiunta alle caratteristiche tradizionali delle riviste scientifiche, ACS Chemical Biology offre funzioni interattive. Queste includono il sito web della comunità di ACS Chemical Biology, che comprende una sezione "Chiedi all'esperto" in cui i lettori pongono domande che vengono poi inoltrate ad esperti nel campo. Altre caratteristiche interattive includono podcast, termine del mese, forum di discussione, blog e wiki di chimica biologica, che è un tentativo sperimentale nel campo dell'editoria scientifica. Di recente, la rivista ha istituito il "ChemBio WIKIspot", un Journal Club online sotto forma di un wiki, il cui obiettivo è quello di consentire a qualsiasi utente di porre l'attenzione su un articolo scientifico o un sito web che è percepito come di grande interesse per la comunità di chimica biologica. Una volta al mese un articolo portato all'attenzione viene scelto per la pubblicazione nella rivista. In aggiunta, la rivista permette di inserire nel sito eventi di interesse per i biochimici.